# Belenois aurota
Belenois aurota (syn. Anaphaeis aurota, Anaphaeis wordt tegenwoordig gezien als ondergeslacht) is een dagvlinder uit de familie van de Pieridae, de witjes. De imago heeft een spanwijdte van 40 tot 50 millimeter. Het vrouwtje heeft aan de onderkant van de voorvleugel in het natte seizoen een donkerder kleur dan in het droge seizoen. De vlinder is bekend als trekvlinder, die in de zomer en herfst naar het noordoosten trekt.

## Voorkomen
Belenois aurota komt voor in het Afrotropisch gebied, en van het Arabisch schiereiland en het oosten van Turkije tot en met het Indisch subcontinent en het gebied ten noorden daarvan.

## Taxonomie
Men onderscheidt de volgende ondersoorten:
- Belenois aurota aurota (tropisch Afrika en India)
- Belenois aurota taprobana (Sri Lanka)
- Belenois aurota augusta (Klein-Azië)
- Belenois aurota turanica (Turkestan)

## Waardplanten
De waardplanten van Belenois aurota komen uit de geslachten Boscia, Capparis, Maerua en Ritchiea.

## Foto's

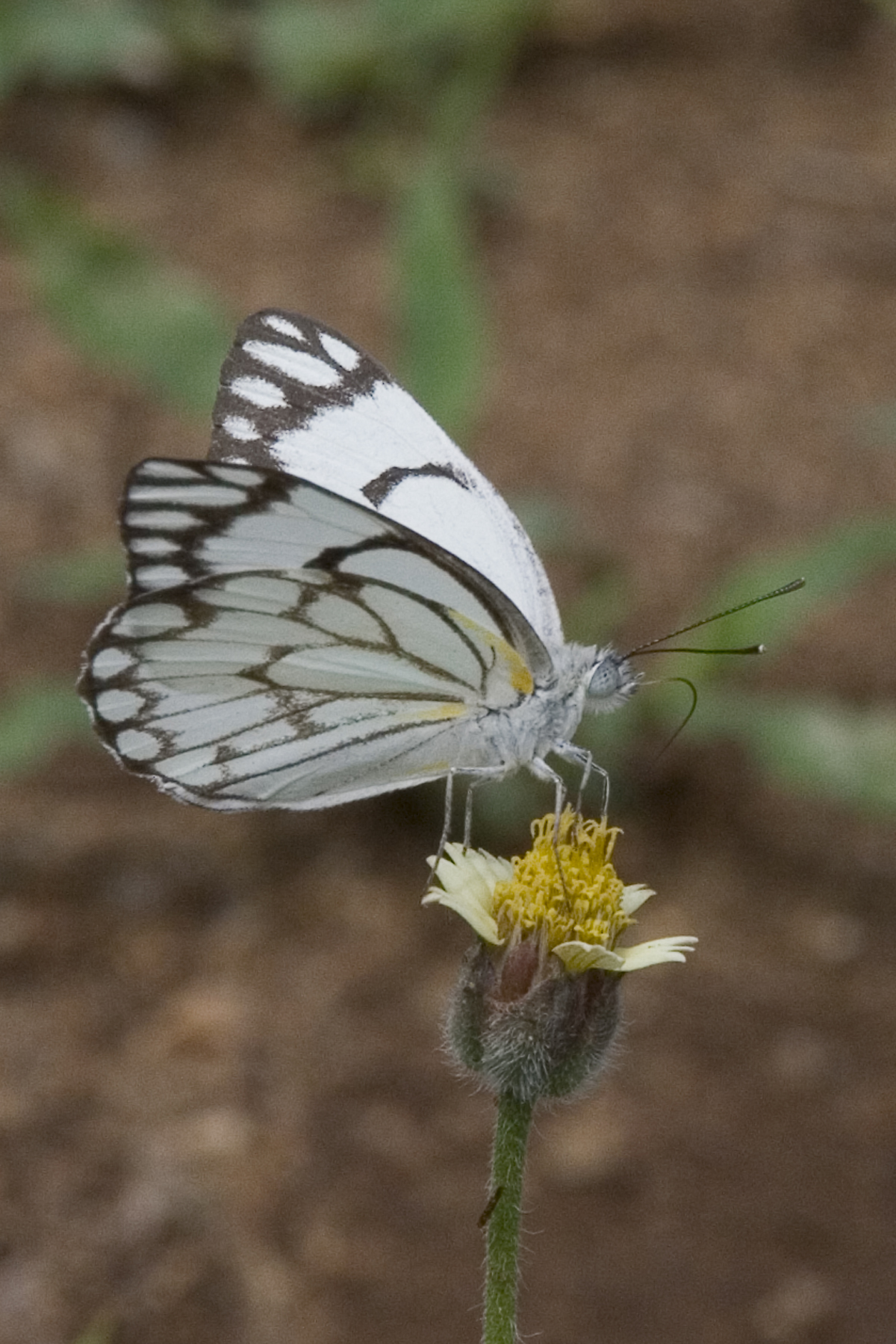
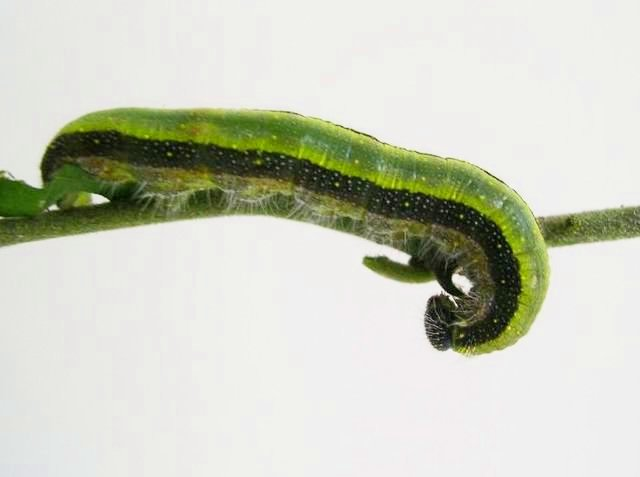
Rups
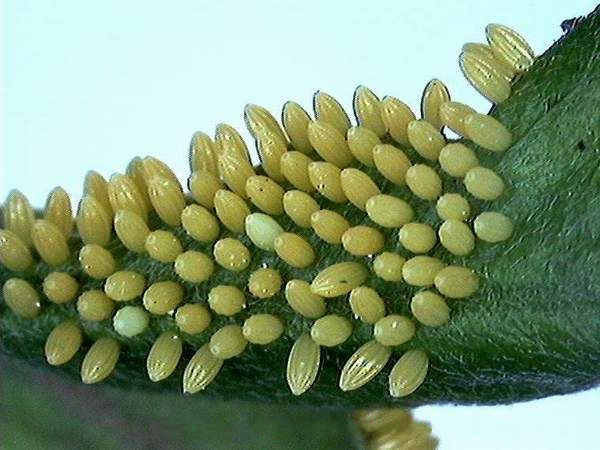
Eitjes
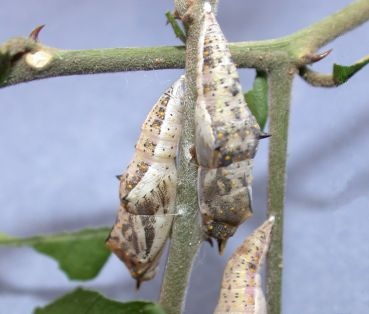
Poppen